# Solar-Testfeld Widderstall

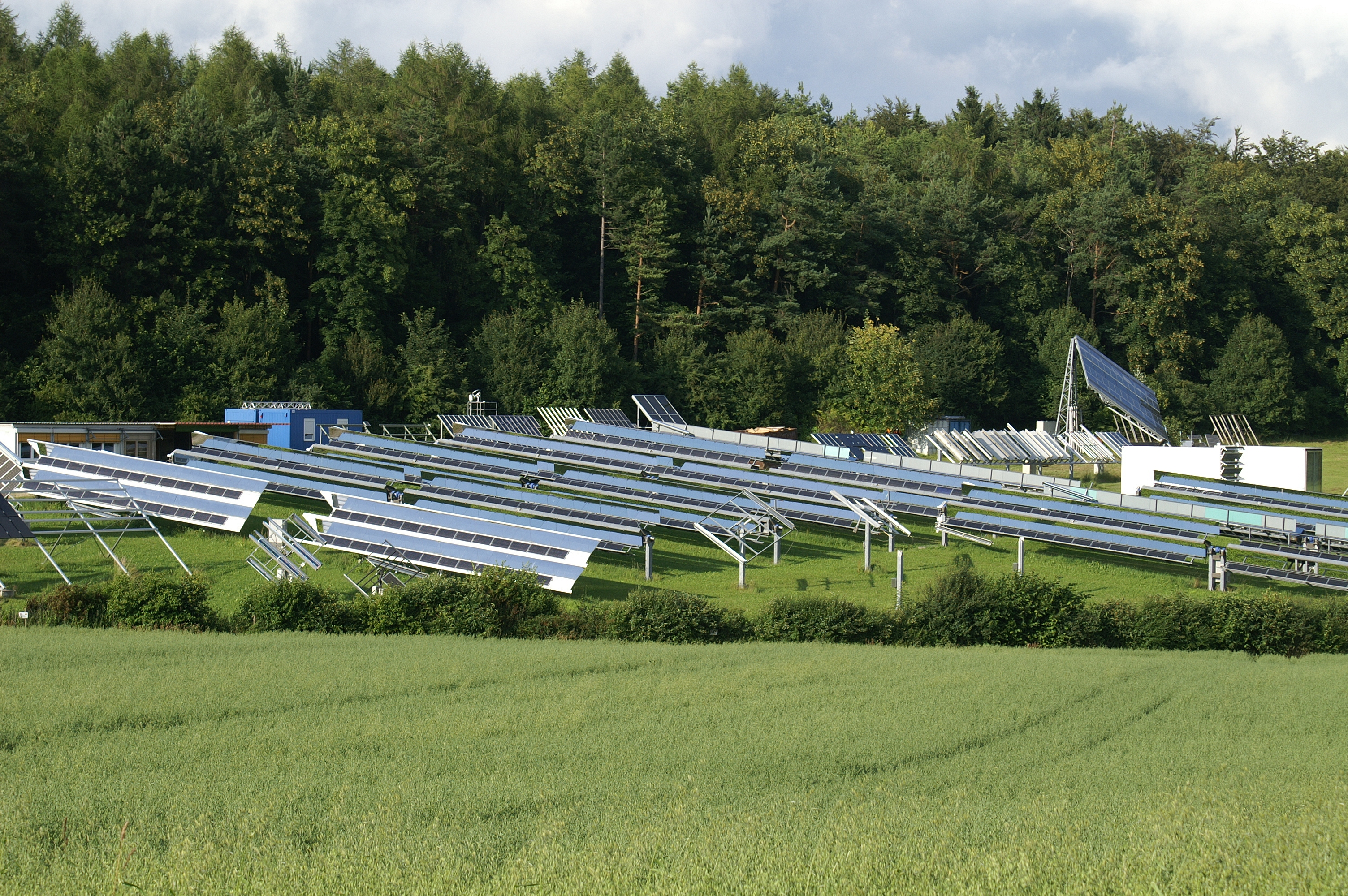
Solar-Testfeld Widderstall

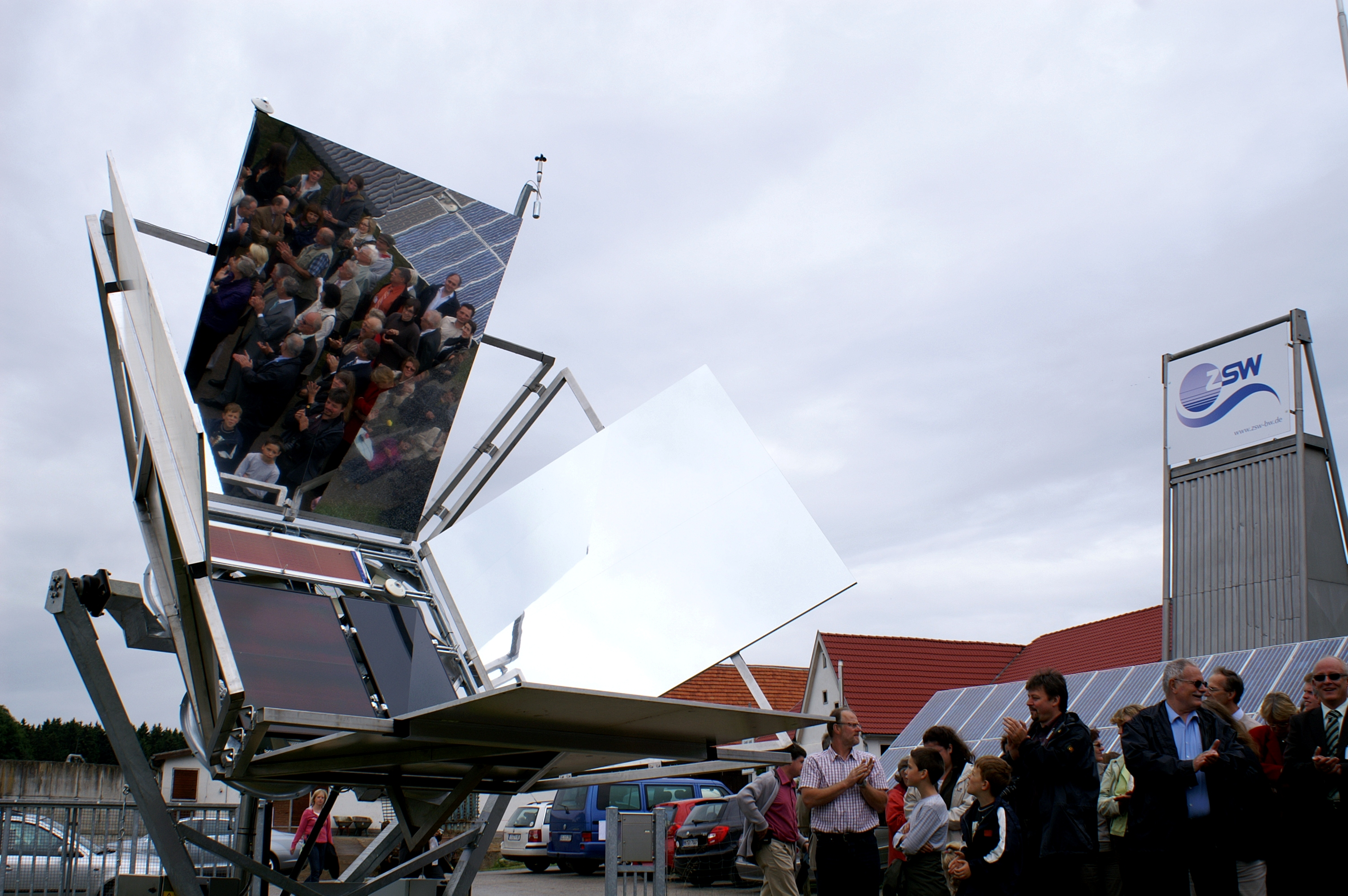
Teststand zur beschleunigten Alterung von Solarmodulen

Das Solar-Testfeld Widderstall bei Merklingen auf der Schwäbischen Alb ist eines der größten Photovoltaik-Testfelder Europas. Forschung und Entwicklung im Bereich der erneuerbaren Energien stehen im Mittelpunkt der Tätigkeit auf dem Solar-Testfeld Widderstall, das im Jahr 1989 seinen Betrieb aufgenommen hat.
Im Solar-Testfeld Widderstall stehen zahlreiche verschiedene Test- und Prüfstände für Photovoltaik-Module zur Verfügung, darunter auch seit 12. Juli 2009 ein neuer Teststand zur beschleunigten Alterung von Modulen.
Das Solar-Testfeld Widderstall wird vom Zentrum für Sonnenenergie- und Wasserstoff-Forschung Baden-Württemberg (ZSW) betrieben.